# KF Naftëtari Kuçovë
Maillots
Le KF Naftëtari Kuçovë est un club albanais de football basé à Kuçovë.

## Historique du club
- 1945 - fondation du club
- 1946 - 1re participation en Super League